# Tulips Shall Grow
Pour plus de détails, voir Fiche technique et Distribution.
Tulips Shall Grow (littéralement Les tulipes croîtront) est un court-métrage américain d'animation réalisé par George Pal, sorti en 1942. Ce film est une allégorie au sujet de la conquête des Pays-Bas par les nazis.
Le film fut nommé à l'Oscar du meilleur court-métrage d'animation (Oscar gagné par Der Fuehrer's Face).

## Synopsis
Aux Pays-Bas, les moulins à vents tournent paisiblement dans les campagnes jusqu'au jour où l'oie commence sa marche.

## Fiche technique
- Titre original : Tulips Shall Grow
- Réalisation : George Pal
- Scénario : George Pal
- Genre : Animation / court métrage
- Production : George Pal
- Musique originale : Eddison von Ottenfeld (non crédité)
- Photographie : George Pal
- Effets Visuels : Ray Harryhausen
- Sociétés de Production : George Pal Productions, Paramount Pictures
- Distributeurs : Paramount Pictures
- Pays : États-Unis
- Durée : 7 minutes
- Date de sortie : 
  -  États-Unis : 26 janvier 1942